# 挑戰 (益智節目)
《挑戰》是中國電視公司益智性電視節目代表作品之一，製作單位百是傳播，製作人黃義雄，內容包含天文、地理、影視動態、生活常識等等，以「現場猜謎」及「通訊猜謎」的方式與觀眾互動。

## 提要
1978年10月，中視綜藝節目《歡樂今宵》停播，中視頻道星期六22點10分成為許多外製節目製作人爭取的時段，星船傳播、鈺聲傳播等幾家電視節目製作公司都曾提出企劃案。1978年11月，中視曾決定由星船傳播製作的節目《晚安朋友》承接該時段，但星船傳播因自身內部問題而臨陣撤退。黃義雄早在1977年黃義雄就有了製作《挑戰》的構想，但是一直沒有適當的時機提出來；正好此時中視亟需富有社會教育意義的節目，於是黃義雄提出《挑戰》企劃案，中視決定採用並排定12月16日開播。
《挑戰》播出期間是1979年1月3日至1981年7月11日，初期開播時間為每週三20點整。「現場猜謎」參賽者以大專院校學生為主，播出當時曾在校園內掀起「挑戰熱潮」。主持人李景光曾在廣播界工作12年，擁有豐富的播音與主持經驗；而助理主持人劉蒼苔是製作單位從應徵的大專院校學生中選出的主持人，當時就讀中國文化學院學習芭蕾與鋼琴。
1979年10月，李景光說，《挑戰》的編審王為洵「他豐富的學養，替我解答了許多疑難」，製作人黃義雄總是虛心採納能使《挑戰》改進的建議，黃義雄「他實在是個極明理，肯為節目精良而全力以赴，不可多得的優秀製作人」；她又說，《挑戰》的電子道具價值新台幣十六萬元，是外製節目少數肯花大成本製作的道具。《挑戰》的製作小組共有6人，由曾獲西德論文學術獎金的李秀燃領導，日夜找資料、查證文獻以發掘題材。
1982年11月6日每週六16:00～17:45（後來改為16:55～17:55，播出至1983年3月5日），中視播出《挑戰》的續作《再來挑戰》，製作人、主持人和助理主持人不變。
值得一提的是在1997年4月14日至1997年7月28日，台灣電視公司在每週一21:00～22:00亦播出同樣是黃義雄領導百是傳播製作、名稱也相似的類似節目《非常挑戰》，主持人是高怡平與呂珍儀，首錄日期為1997年4月3日；但是由於高怡平以「壓力過大」（錄影前一天入睡前必須背誦題目，錄影時要用機關槍的速度來提問）為由請辭，播出十集就停播，成了當時著名的短命節目之一。

## 規則
《挑戰》的參賽隊伍分成「挑戰隊」和「衛冕隊」，每隊八人。四位在前，坐成一排，擔任答題者；四位攜帶各類參考資料，在後面的隔間內協助前面四位答題者，稱為「智囊團」。智囊團所在的隔間，有一個大玻璃窗給外界觀看內部情形。每隊各配置三對電話機。四位答題者中，一人擔任主答；另外三位答題者桌上各有一台電話機，用來聯繫智囊團的三人，提供答案給主答者。智囊團中唯一沒有電話機的人，負責抄寫各題題號及其大概內容，並負責翻查資料。三對電話機的線路各自獨立，各對電話機之間不能互通。在通話時間30秒中，中間會斷路3至5秒，以阻擋答案的傳送，增加答題的難度，並製造緊張的效果。在每次規定時間內，主持人問完問題後，兩隊按鈴搶答，答對得四分，答錯扣四分。值得一提的是，《挑戰》首創「翻題」的規則，答題者可以在正規的時間內要求重新回答前面未回答的問題，助理主持人會問「翻第幾題」，這時答對得兩分、答錯不倒扣。另有特殊題型，答對者均有高分。最後看雙方分數，分數最高者即成為衛冕者。
1980年11月，為了醞釀新構想與配合中視古裝八點檔連續劇《戰國風雲》的開播，《挑戰》在播出第100集後暫時停播。1980年12月27日20點整，《挑戰》以新型態復播，參賽者擴大為「家庭式組隊」，每隊隊員九人，隊員包括社會人士二人、國中以上學生二人、小學生二人；答題順序為「小組、中組、大組」依序答題，答對者可繼續答題，答錯則換對方回答，連續十關優勝者可得最高獎金新台幣五萬元、獎牌與獎盃；另外，節目中段增加新單元〈新曲發表會〉，提供創作歌曲的發表空間。
1981年4月4日，《挑戰》播出第115集，觀眾組隊方式改為「大組、中組、小組」分開報名，每組四人，小組限18歲以下者報名，中組限19至22歲者報名，大組限22歲以上者報名，大組連續衛冕十關者可得最高獎金新台幣三萬元，中組連續衛冕十關者可得最高獎金新台幣兩萬五千元，小組連續衛冕十關者可得最高獎金新台幣兩萬元。

## 單元
〈新曲發表會〉
1980年12月27日開播的單元，提供創作歌曲的發表空間。
〈影子戲〉
1981年2月開播的趣味短劇單元，固定參演的演員有高振鵬、喬華國、陳季霞等，取材範圍包括日常生活中的趣味插曲。演員站在藍色背景板前演戲，副控室以「分色嵌入」原理讓演員出現在紅底、綠底或藍底的畫面上，類似皮影戲。當燈光照到藍板與演員時，經攝影機拍攝後，影像訊號傳送到副控室的畫面切換機，畫面切換機將影像訊號分離成三原色（紅色、綠色、藍色），導播等人應用分色嵌入摘取並挖空所需影像。挖空後的人體輪廓，若填入強訊號，則變成白色影像；若未輸入強訊號，則訊號變弱，變成黑影。影子後的背景顏色，可用著色產生器依喜好調變。

## 大事紀
- 1979年10月28日，穿著《挑戰》紅底白字背心搭配白色襯衫的李景光成為《中國電視周刊》第523期（1979年10月28日至1979年11月3日）封面人物。
- 1982年，李景光榮獲第17屆金鐘獎電視金鐘獎教育文化節目主持人獎。
- 2013年2月9日，中華電視公司播出除夕特別節目《永遠的星星》，李景光出席並接受主持人曹啟泰訪問，現場播放老三台經典益智節目集錦。集錦收錄《挑戰》第128集開場。

## 演出與製作人員
- 製作人：黃義雄
- 主持人：李景光
- 助理主持人：劉蒼苔
- 編審：王為洵